# のうさば
のうさばは、福岡県宗像市鐘崎地区の郷土料理。天日干ししたホシザメを調味料液に漬けて食べる料理である。鐘崎数の子や玄海数の子とも呼ばれる。

## 概要
鐘崎は南風泊市場（山口県下関市、日本で唯一のふぐ専門の卸売市場）における天然トラフグ水揚げの50%を占める産地である。そのトラフグ漁（はえ縄漁）の際にいっしょにはえ縄にかかって年間を通じて獲れるのがホシザメである。
干しあがったホシザメは、そのままでは硬いため、湯通しして、表面のサメ肌をタワシでこすり、5センチメートルから6センチメートルの短冊切にして調味料液に漬け込んだものが、のうさばである。作り方や調味料液の材料、漬け込む時間などは、各家庭によっても異なる。

## 名称について
福岡県では、ホシザメのことも「のうさば」と呼ぶ。「のうさば」の名前の由来には諸説あるが、「はえ縄漁で掛かったサメ」とする説が有力となっている。「のう」は、はえ縄漁に使う針掛けの通称で、「さば」はサメの語源とされる「砂身（さみ）」が訛ったものだとされる。
「数の子」の呼び名は、御節料理に使用する数の子が入手できなかった際に、ホシザメを代わりに数の子用の調味液に漬けて食べたたたことから。

## 利用法
のうさばは、鐘崎地域の正月に欠かせない料理、食材である。年末の仕込みに向けて、海岸沿いのいたるところでのうさばの天日干しが行われ、これが冬の風物詩となっている。大晦日の前日あたりまでに漬けておき、上述のように御節料理と共に食される。
硬めの食感で、「干し鱈とスルメを合わせたような味」とも称される。